# Szimon Lewinson
Szimon Lewinson (ur. w 1933) – pułkownik, oficer Armii Izraelskiej i wywiadu wojskowego (Aman), także szef ochrony kancelarii premiera. W 1991 roku aresztowany, następnie skazany za szpiegostwo na rzecz Związku Radzieckiego.
Od 1954 do 1961 roku był przedstawicielem armii (IDF) w izraelsko-jordańskiej komisji rozjemczej. Następnie w 1963 roku wstąpił do Amanu, izraelskiego wywiadu wojskowego. Po wojnie sześciodniowej (tj. 1967) został oficerem łącznikowym przy wojskach Organizacji Narodów Zjednoczonych i później szefem misji łącznikowej przy ONZ, sprawował to stanowisko do 1978 roku.
W następnym roku wziął urlop z armii i zaangażował się w walkę z handlem narkotykami w Azji Południowo-Wschodniej. W 1983 w Bangkoku zaoferował swe usługi tamtejszej rezydenturze KGB, najwyraźniej z powodów finansowych. Zeznał później, że w ciągu następnych 6 lat 11 razy spotykał się w Europie ze swymi łącznikami z wywiadu radzieckiego (tj. I Zarząd Główny KGB). Po powrocie do Izraela w 1985 roku został szefem ochrony w kancelarii ówczesnego premiera Szimona Peresa.

Lewinsona aresztowano 12 maja 1991 roku, po powrocie z zagranicy, lecz w tym okresie jego kontakty z KGB prawdopodobnie już były zerwane. Przedstawiciele władz izraelskich oświadczyli, że Levinson przekazywał wywiadowi radzieckiemu informacje najwyższej wagi, dotyczące m.in. spraw nuklearnych i wojskowych, jednakże Rafi Etan, były pracownik wywiadu, stwierdził, że jedyne ważne informacje, przekazane przez Levinsona, które mogły przydać się ZSRR, to dane o wyższych urzędnikach izraelskich.
Proces rozpoczął się w 1992 i trwał do 1993 roku, wszystko odbywało się przy drzwiach zamkniętych. Levinson został uznany za winnego przekazywania informacji wrogiemu państwu, szpiegostwa i utrzymywania kontaktów z agentem obcego wywiadu. Został skazany na 12 lat więzienia.